# Bernd Schottdorf
Bernd Schottdorf (* 6. Februar 1940 in Berlin; † 29. April 2018 in Dischingen) war ein deutscher Arzt, Unternehmer im Bereich humane Laboranalyse und Künstler. Wohnsitze waren Augsburg und ab 1996 das Renaissance-Schloss
 Duttenstein nahe Dischingen.

## Lebenslauf
Schottdorf erwarb 1959 das Abitur in Augsburg, 1965 schloss er ein medizinisches Staatsexamen in München ab.
Von 1962 bis 1967 war er Assistent am Institut für physiologische Chemie der Universität München. Nach dem Staatsexamen arbeitete er an der Forschungsstelle der DFG. 1967 promovierte er in Biochemie, 1969 erfolgte die Approbation. Von 1969 bis 1972 absolvierte er die Fachweiterbildung in Innere Medizin und Labormedizin. Von 1972 an war er Arzt für Laboratoriumsdiagnostik und hatte eine Niederlassung als Kassenarzt (Labormedizin) in Augsburg. Das von ihm gegründete Unternehmen ist heute die Labor Augsburg MVZ GmbH, welche mittlerweile von seiner Ex-Frau geleitet wird und als Tochtergesellschaft der Sonic Healthcare Germany GmbH & Co. KG Teil der australischen Sonic-Healthcare-Gruppe ist. 1977 überlebte er schwerverletzt die Explosion einer Panzermine im damaligen Simbabwe-Rhodesien.
Bernd Schottdorf erlag am 29. April 2018 im Alter von 78 Jahren einem Krebsleiden.

## Künstlerische Laufbahn
1953 begann Schottdorf, als Amateur zu malen; zudem fertigte er Plastiken aus Holz und Ton. 1975 hatte er die erste Einzelausstellung im Patentamt in München. Von 1981 an stellte er seine Arbeiten in seinem Atelier aus. Schottdorf malte gegenständlich, teils zivilisationskritisch („Die Rente ist sicher“). Viele seiner Bilder und Fotos haben afrikanische Motive.

## Schottdorf-Affäre
Bekannt wurde Schottdorf durch die nach ihm benannte Schottdorf-Affäre. Dabei handelt es sich um mehrfach abgerechnete Laborleistungen. Normalerweise werden Laborleistungen vom Laborarzt abgerechnet. In seinem Fall wurden jedoch die Rechnungen durch die Hausärzte erstellt. Die Rechnungsbeträge waren deutlich erhöht. Zudem wurden Rabatte, die den Ärzten durch Schottdorf gewährt wurden, von den Ärzten in die eigene Tasche gewirtschaftet, d. h. gegenüber den Kostenträgern wurden stattdessen die vollen Rechnungsbeträge abgerechnet. Es wird von tausenden Betroffenen ausgegangen.
Erste Vorwürfe wurden bereits im Jahre 1987 laut, angeblicher Betrugsschaden: 100 Millionen Mark. Nach fünf Jahren Ermittlungszeit kam es 1992 zum Prozess. Selbst Ärztefunktionäre konnten sein Abrechnungssystem nicht genau erklären. Schottdorf zahlte schließlich 60 000 Mark an die Gefangenenfürsorge – „um des lieben Friedens willen“, wie er sagte.
Danach kam es sofort zu neuen Ermittlungen, da der Augsburger Ex-Staatsanwalt Uwe Huchel die Geldbuße eines Anlagebetrügers auf eine Stiftung einzahlen ließ, die auf den Namen seiner Mutter eingetragen war. Schottdorf hatte diesem Staatsanwalt Geld geliehen. Schottdorf wurde deswegen verdächtigt, dass er an den Staatsanwalt Bestechungsgelder gezahlt habe. Jener Staatsanwalt hatte auch die anonymen Anzeigen gegen Schottdorf bearbeitet. Eine Bestechung war jedoch nicht nachzuweisen. Es blieb somit nur beim Vorwurf der Vorteilsgewährung. Schottdorf akzeptierte dazu einen Strafbefehl von 90 Tagessätzen in Höhe von je 5 000 Euro, mithin eine Geldstrafe von 450 000 Euro. Das aus dem Vorgang resultierende Verfahren gegen den Staatsanwalt Uwe Huchel wurde unter überaus kuriosen Umständen beendet. In einem Prozess, der kurzfristig anberaumt und nicht öffentlich angekündigt worden war, verurteilte ihn das Landgericht München I wegen Geldwäsche, Betrugs und Vorteilsannahme zu drei Jahren und drei Monaten Haft. Der Vorwurf der Rechtsbeugung wurde von der Staatsanwaltschaft hingegen fallen gelassen, laut Aussage des ermittelnden LKA-Beamten auf Weisung der Bayerischen Justizministerin Beate Merk und der Generalstaatsanwaltschaft München.
Wegen des Verdachts des gewerbsmäßigen Bandenbetrugs führte die Staatsanwaltschaft Augsburg 2008 unter dem Aktenzeichen 501 Js 113815/08 ein Großermittlungsverfahren gegen Schottdorf. Dass das von Schottdorf erfundene Abrechnungssystem illegal ist, hatte die Augsburger Staatsanwaltschaft dann aber 2009 verneint und die Ermittlungen in den meisten Fällen eingestellt, obwohl einer der beschuldigten Ärzte in einem Pilotverfahren vom Bundesgerichtshof rechtskräftig wegen Betrugs verurteilt worden war. Dieser Vorgang löste heftige Kritik in der Fachwelt aus. Der Staatsanwaltschaft Augsburg wird vorgeworfen, sich von den Interessen politischer Parteien, insbesondere von der CSU, beeinflussen zu lassen und demzufolge in manchen Fällen besonders eifrig (z. B. gegen Kritiker), in anderen aber überhaupt nicht zu ermitteln (bzw. Verfahren zu Unrecht einzustellen), je nach politischer Vernetzung des Betroffenen. Der Fall hatte die Einsetzung eines Untersuchungsausschusses im Bayerischen Landtag zur Folge. Bernd Schottdorf hatte den Untersuchungsausschuss sogar durch eine Verfassungsbeschwerde verhindern wollen, was aber erfolglos blieb. Der Untersuchungsausschuss legte nach zwei Jahren und 41 Sitzungstagen einen Schlussbericht vor, aus dem hervorgeht, dass keine Beweise für eine politische Einflussnahme auf das Verfahren gefunden werden konnten.
Gegen zwei Kriminalbeamte, Robert Mahler und Stephan Sattler, die jahrelang in der Schottdorf-Affäre akribisch ermittelt hatten, wurde später selbst ermittelt, unter anderem wegen des Verdachts, sie hätten Unschuldige verfolgt. Stephan Sattler hatte im Januar 2010 gegen Schottdorf vor dem Landgericht München I ausgesagt, dass er vorher „noch nie erlebt habe, dass in ein Verfahren so eingegriffen wurde“. Seine Kritik hatte sich auf eine plötzliche Reduzierung der Sonderkommission Labor von 17 auf vier Mann bezogen, kurz nachdem angeblich brisante Dokumente bei einer Razzia aufgetaucht waren. Daraufhin schrieb Schottdorfs Anwalt Peter Gauweiler, seines Zeichens CSU-Parteivize, einen persönlichen Brief an den LKA-Präsidenten Peter Dathe, in welchem er ein Ermittlungsverfahren gegen die beiden Beamten anregte. Die Staatsanwaltschaft folgte diesem Wunsch und leitete ein Verfahren wegen des Verdachts auf uneidliche Falschaussage ein. E-Mails der Polizisten wurden daraufhin ohne Beschluss ausgelesen. Es folgte ein jahrelanges Ermittlungsverfahren gegen die Kriminalbeamten, das am Ende ins Leere lief, aber den Beamten an die Substanz ging. Die beiden Beamten forderten daraufhin per Zivilklage Schadensersatz vom Freistaat Bayern für das gegen sie begangene Unrecht. Der dafür am Landgericht München I zuständige Richter empfahl dem Freistaat in der mündlichen Verhandlung, einen Vergleich anzunehmen, um eine sehr wahrscheinliche Verurteilung zu vermeiden, die sicherlich ein negatives Medienecho nach sich ziehen würde. Die Vertreter des Freistaats stimmten sodann einem Vergleich in Höhe von 4 000 Euro zu.
2014 hat das Landgericht Augsburg eine Anklage gegen Bernd Schottdorf und seine Frau Gabriele Schottdorf wegen des Verdachts auf gewerbsmäßigen Betrug in 124 Fällen zugelassen. Die Staatsanwaltschaft vermutet einen Schaden von mehr als 78 Millionen Euro. Im Januar 2016 forderte sie für Schottdorf und dessen Frau eine Haftstrafe von jeweils viereinhalb Jahren und eine Geldbuße von rund 15,8 Millionen Euro. Das Landgericht sprach beide Angeklagte frei und formulierte deutliche Kritik am deutschen Medizin- und Abrechnungssystem. Dagegen legte die Staatsanwaltschaft Augsburg Revision ein. Der Bundesgerichtshof (BGH) in Karlsruhe verwarf am 12. Juli 2017 die Revision der Staatsanwaltschaft Augsburg. Somit hat das Urteil des Landgerichts Augsburg von 2016 Bestand. Die obersten Strafrichter konnten „keine Lücken oder Widersprüche“ im Urteil finden und wiesen die Revision zurück.

## Veröffentlichungen
- Das Gesundheitsspiel. Wie Deutschlands Medizin ruiniert wird. ABW Wissenschaftsverlag, Berlin 2007, ISBN 978-3-936072-75-4
- gemeinsam mit Fridtjof Haft und Wolfgang Fikentscher: Gesundheit! ABW Wissenschaftsverlag, Berlin 2005, ISBN 978-3-936072-26-6